# Molla
Atukuri Molla (1440–1530) fue una poeta telugu, particularmente conocida por haber compuesto una versión telugu del Ramayana.
A veces es llamada Kummara Molla por su casta, los kumhar (alfareros).

## Biografía
Molla fue la segunda poetisa telugu, tras Tallapaka Timmakka, mujer de Annamacharya. Tradujo el Ramayana del sánscrito al telugu.
Su padre, Kesana, fue un alfarero de Gopavaram, un pueblo en Badvel Mandal, cincuenta millas al norte de Kadapa en Andhra Pradesh. Su padre era un sivaíta y devoto de Srikantha Malleswara (una encarnación de Shiva) en Srisailam. Por ello dio a su hija el nombre Molla, "Jazmín", flor favorita del dios y también le apodó Basavi en honor de Basaveswara (otra encarnación de Shiva).
Molla siguió esa tradición tomando a Shiva como patrón y afirmando que su inspiración provenía de Potana, autor del Bhagavata purana en telugu. Como él, fue sivaíta pero narró la historia de Rama (una encarnación de Visnú) y rechazó dedicar su Ramayana a ningún rey pese a que era práctica habitual de su tiempo.
Según la obra de Varadarajn, "Estudio de Literatura Vaishnava ", fue tan popular que recibió la invitación de asistir a la corte a recitar el Ramayana delante de Krishnadevaraya y sus poetas. Pasó su vejez en Srisailam en la presencia de Srikantha Malleswara.

## Obras y estilo
Su obra es conocida como Molla bhagavata y es uno de los varios Ramayanas escritos en telugu.
Su estilo se caracteriza por el uso de un telugu simple, con escaso uso de palabras del sánscrito. Poetas previos como Potana muestran un uso mucho más intensivo del sánscrito.
Comienza su obra rindiendo tributo a los autores que habían abordado el Ramayana antes. El poema de apertura dice : "El Ramayana ha sido escrito muchas veces. Pero ¿deja alguien de comer porque se coma todos los días? Así es la historia de Rama, una que puede ser escrita, leída y disfrutada tantas veces como sea posible". Además, compara una obra plagada con palabras que el lector no puede entender instantáneamente con un diálogo entre una persona sorda y una persona muda. Para Molla, la poesía debe ser inteligible al lector sin referirse a diccionarios o expertos. Según ella, leer poesía debería ser como degustar miel —uno lo tendría que sentir apenas la lengua toca la miel.
Añadía historias ficticias a los originales y a veces omitía parte de los pasajes originales. Traducciones directas del sánscrito al telugu de obras anteriores como las de Tikkana siguen, sin embargo, presentes en su obra. Fue contemporánea de Srinatha y otros poetas vijayanagara cuyos Prabhandas usaban el mismo recurso de añadir ficciones. Su Ramayana es considerado así una versión con contenido local y habla popular, dirigido al público popular.

## Premios y honores
- El gobierno de Andhra Pradesh erigió una estatua en su honor en Hyderabad junto con otros grandes personajes telugu.
- Una historia ficticia de su vida ha sido publicada en 1969 por Inturi Venkateswara Rao, bajo el título de Kummara Molla.
- Basándose en esta novela, el escritor Sunkara Satyanarayana escribió una balada popular en Andhra Pradesh
- Es usada con frecuencia como símbolo por asociaciones feministas indias, siendo su estatua en Hyderabad el epicentro de una protesta en 2006.
- Se rodó una película en 1970, titulada Kathanayika Molla con Vanisri en el papel protagonista y B. Padmanabham como director.